# Tiefenbach (Thalmässing)
Tiefenbach ist ein Gemeindeteil des Marktes Thalmässing im Landkreis Roth (Mittelfranken, Bayern). Die Gemarkung Tiefenbach liegt teils auf dem Gemeindegebiet von Thalmässing, teils auf dem Gemeindegebiet von Hilpoltstein. Sie hat eine Fläche von 6,015 km² und ist in 563 Flurstücke aufgeteilt, die eine durchschnittliche Flurstücksfläche von 10683,12 m² haben. In ihr liegen neben dem namensgebenden Ort die Gemeindeteile Lochmühle bei Oberrödel und Oberrödel.

## Lage
Das Kirchdorf liegt rund fünf Kilometer nordwestlich von Thalmässing an der Gemeindegrenze zu Hilpoltstein. Der Tiefenbacher Graben, ein Zufluss der Roth, fließt nordwestlich in seinem Tal am Ort vorbei. Durch Tiefenbach führt die Staatsstraße 2225 von Hilpoltstein nach Greding.

## Geschichte
Im Jahr 1129 wurde Tiefenbach erstmals urkundlich erwähnt. 1754 wurde die evangelische Kirche gebaut.
Die ehemals eigenständige Gemeinde mit den Gemeindeteilen Lochmühle und Oberrödel wurde im Zuge der Gemeindegebietsreform 1972 aufgelöst. Tiefenbach wurde nach Thalmässing eingegliedert, die beiden Gemeindeteile kamen zu Hilpoltstein.

## Baudenkmäler
- Evangelisch-lutherische Filialkirche
- Keilstein

## Wirtschaft und Infrastruktur
Der Ort ist landwirtschaftlich geprägt.
Die Feuerwehr wird gemeinsam mit dem Hilpoltsteiner Gemeindeteil Oberrödel betrieben.

## Sonstiges
Am dritten Wochenende im September wird Kirchweih gefeiert.